# Shefflex
Shefflex was een vrachtwagenmerk uit Engeland.
Tijdens de Eerste Wereldoorlog bouwde Commor Cars militaire voertuigen en had het een contract met Sheffield Simplex voor het bouwen van kleine vrachtwagens. Na de Eerste Wereldoorlog liep het contract met Sheffield Simplex af.

## Shefflex
Nadat het contract met Sheffield Simplex was afgelopen werd het bedrijf Shefflex opgericht om zich te gaan richten op de vrachtwagensector. In 1930 rolde de eerste vrachtwagen van de band en in 1935 sloot de fabriek weer.

## Onderdelen
De meeste onderdelen kwamen van het moederbedrijf Commor af. Onderdelen die speciaal nodig waren voor vrachtwagens kwamen van een lokale vrachtwagendealer, R.A. Johnstone. De motoren waren meestal van de merken Dorman of Meadows.

## Modellen
- Bakwagen met 5 ton laadvermogen 6x2 aangedreven.
- Trekker met 6 ton laadvermogen en 6x4 aangedreven.